# Aquiles Badi
Aquiles Badi (* 14. April 1894 in Buenos Aires; † 8. Mai 1976 ebenda) war ein argentinischer Maler und Zeichner.

## Leben
Badi stammte von Einwanderern ab: seine Mutter wie auch sein Vater kamen mit ihren Eltern aus Italien und hatten sich in Buenos Aires niedergelassen. Um ihrem Sohn die bestmögliche Schulbildung zukommen zu lassen, verbrachte Badi seine Schulzeit in Mailand am Regio Collegio Tommaseo.
Im Sommer 1909 kehrte Badi nach Buenos Aires zurück und begann an der Academia Nacional de Bellas Artes (ANBA) Malerei zu studieren; Studienkollegen waren dabei u. a. Horacio Butler und Héctor Basaldúa. Nach erfolgreichem Abschluss dieses Studiums verhinderte der Erste Weltkrieg die geplante Rückkehr nach Frankreich. Die kommenden Jahre versuchte sich Badi nicht sehr erfolgreich in verschiedenen Berufen. Durch den Tod seines Vaters 1921 erhielt Badi eine kleine Erbschaft, mit der er seine Europareise finanzieren konnte.
Begleitet wurde Badi dabei von Horacio Butler und ihre Grand Tour führte sie von Madrid über Venedig und Mailand nach Paris. Dort wurde Badi Schüler an der Académie Julian und machte dabei bald schon die Bekanntschaft von Henri Le Fauconnier, dessen Schüler er ebenfalls wurde. In dieser Zeit entstanden auch die ersten Kontakte zur Société des Artistes Indépendants. 1922 ließ sich Badi in Sanary-sur-Mer (Département Var) nieder. Dort, wie auch später in Cagnes-sur-Mer (Département Alpes-Maritimes), trafen sich regelmäßig Künstler zum gegenseitigen Austausch: Alfredo Bigatti mit seiner späteren Ehefrau Raquel Forner, Pedro Dominguez Neira, Leopoldo Marechal u. a. Auch der Zeichner Lino Enea Spilimbergo und Mitglieder dessen „Pariser Gruppe“ waren immer wieder anwesend.
1928 ging Badi zurück nach Argentinien und ließ sich in Buenos Aires nieder. Im selben Jahr veranstaltete die Asociación Amigos del Arte ihren ersten Salón de Pintura Moderna und bei dieser Ausstellung nahm auch Badi mit mehreren Werken teil. Im selben Jahr war Badi auch beim Salon des Artistes Indépendants zu sehen.
1930/31 kehrte Badi nach Mailand zurück, ging aber bereits wenig später nach Paris. Dort zählte er bald schon zur „Pariser Gruppe“ um Lino Enea Spilimbergo. Dieser Künstlerzirkel fiel aber bedingt durch die politische Lage bald auseinander. Als sich 1936 die politische Lage in Italien im Zusammenhang mit dem Spanischen Bürgerkrieg verschlechterte, kehrte Badi für immer nach Buenos Aires zurück. Er gründete dort zusammen mit seinem Kollegen Butler das „Estudios libre de arte contemporáneo“.
1976 starb Aquiles Badi in Buenos Aires und fand dort auch seine letzte Ruhestätte. Seinen Nachlass verwaltet die Academia Nacional de Bellas Artes.

## Werke (Auswahl)
- Naturaleza muerta con antifaz. 1929 (Museo Nacional de Bellas Artes, Buenos Aires)
- Composición italiana. 1930 (Privatsammlung)
- Descendimiento. 1937 (Muséo de Artes Plásticas Eduardo Sívori, Buenos Aires)
- El hombre verde. 1937 (Museo de Arte moderno Emilio Caraffa, Córdoba)
- Cristo de los escombros. 1949 (Privatsammlung, Paris)